# Katarzyna Kociołek
Katarzyna Kociołek (Łask, 11 de março de 1995) é uma jogadora de vôlei de praia polonesa.

## Carreira
Com Jagoda Gruszczyńska conquistou a medalha de ouro no Campeonato Europeu Sub-20 realizado em Hartberg e juntas disputaram a edição do Campeonato Mundial de Vôlei de Praia Sub-21 de 2013 realizado em Umago e conquistaram a medalha de ouro e vice-campeã ao lado de Karolina Baran na edição de Lárnaca.

Em 2016 juntamente com Jagoda Gruszczyńska sagrou-se campeã da edição do Campeonato Europeu Sub-22 em Salonica.